# Флаг Трудобеликовского сельского поселения
Флаг муниципального образования Трудобеликовское сельское поселение Красноармейского района Краснодарского края Российской Федерации — опознавательно-правовой знак, служащий официальным символом муниципального образования.
Флаг утверждён 20 апреля 2012 года решением Совета Трудобеликовского сельского поселения № 40/6 и внесён в Государственный геральдический регистр Российской Федерации с присвоением регистрационного номера 7639.

## Описание
«Прямоугольное полотнище с отношением ширины к длине 2:3, воспроизводящее композицию герба Трудобеликовского сельского поселения Красноармейского района в зелёном, синем, белом и сером цветах, с чёрными контурами».
Геральдическое описание герба гласит: «В зелёном поле на лазоревой оконечности, обременённой двумя метёлками риса основаниями накрест — мурованная чёрным крепостная башня со сквозными воротной аркой и бойницами; поверх границы оконечности — казачья шашка в ножнах, лезвием вниз. В арке положен крылатый кадуцей в столб, рукоятью поверх шашки; все фигуры серебряные».

## Обоснование символики
Флаг языком символов и аллегорий отражает исторические, культурные и экономические особенности сельского поселения.
Крепостная башня аллегорически указывает на крепостные укрепления, существовавшие ранее на территории Трудобеликовского сельского поселения. Это город-крепость Копыл Крымского ханства, разрушенный в 1736 году. Это Благовещенская крепость, построенная по указанию А. В. Суворова в 1778 году, и основанный черноморскими казаками в 1794 году Протоцкий кордон. Открытая воротная арка башни символизирует гостеприимство трудобеликовцев.
Зелёный цвет — символ плодородия, природного изобилия, спокойствия, здоровья и вечного обновления.
Синяя полоса аллегорически указывает на реку Протока, на берегу которой расположено большинство населённых пунктов поселения.
Синий цвет (лазурь) символизирует волю, безупречность, чистое небо.
Казачья шашка — символ кубанских казаков, основоположников большинства современных населённых пунктов Трудобеликовского сельского поселения.
Кадуцей (жезл Меркурия) является символом торговли и аллегорически указывает на торговые комплексы, построенные в хуторе Трудобеликовском, а также говорит о том, что исторический город-крепость Копыл был одним из торговых центров Крымского ханства на Кубани.
Положенные накрест метёлки риса символизируют выращивание риса, составляющее одно из экономических направлений в развитии поселения.
Белый цвет (серебро) — символ мудрости, совершенства, чистоты.